# Rodrigo Formento
Rodrigo Nicolás Formento Chialanza, noto semplicemente come Rodrigo Formento (Montevideo, 25 settembre 1999), è un calciatore uruguaiano, portiere del Mushuc Runa.

## Carriera
Cresciuto nel settore giovanile del Cerro, ha debuttato in prima squadra il 13 aprile 2019 disputando l'incontro di  Primera División Profesional perso 2-0 contro il Progreso.